# Traité de Londres (1474)
Pour les articles homonymes, voir Traité de Londres.
Tours (1444) Picquigny (1475)
Le traité de Londres est un accord entre le duc de Bourgogne Charles le Téméraire et le roi Édouard IV d'Angleterre signé le 25 juillet 1474. Charles accepte de soutenir militairement l'Angleterre pendant sa prochaine invasion de la France et de reconnaître Édouard comme roi de France.

## Contexte
À la suite de l'éclatement de la guerre des Deux-Roses en 1455, les rois qui se succèdent sur le trône d'Angleterre ne sont plus en mesure de maintenir leurs prétentions sur le trône de France, reconnues par le traité de Troyes. Édouard IV connaît une situation assez précaire pendant son premier règne : il est même quelque temps renversé par son rival Henri VI de la Maison de Lancastre en 1470. Pourtant, la mainmise d'Édouard sur l'Angleterre est définitivement assurée en 1471, après la mort d'Henri et de son fils Édouard de Westminster. Les problèmes domestiques étant résolus, Édouard détourne alors son attention sur une prochaine campagne militaire en France, dans l'espoir de recouvrer les territoires perdus après la défaite anglaise à la fin de la guerre de Cent Ans. Néanmoins, les intentions d'Édouard ne semblent pas avoir été claires : les préparatifs de la guerre rencontrent l'opposition du Parlement ; de plus, les alliés traditionnels de l'Angleterre que sont les ducs de Bourgogne et de Bretagne sont assez réticents à l'idée d'un nouveau conflit contre la France.

## Le traité
Initialement, le Téméraire est opposé aux plans d'Édouard, surtout après l'échec des négociations à Bruges en août 1473. Cependant, le 25 juillet 1474, le traité de Londres est signé, assurant à l'Angleterre le soutien bourguignon lors de l'invasion imminente de la France. Édouard accepte que le duc de Bourgogne garde la souveraineté sur tous les territoires conquis depuis le traité de Troyes si Charles le reconnaît comme roi de France et soutient son invasion qui est fixée avant le 1er juillet 1475.

## Issue
Les troupes anglaises débarquent à Calais en juin 1475. Le Téméraire n'apporte pas le soutien logistique prévu. La Bretagne ne peut également se joindre aux Anglais. Par ailleurs, le débarquement a été entrepris trop tard pendant la saison des combats. Édouard n'est guère enthousiaste à l'idée de devoir engager le combat. Louis XI s'empresse alors d'acheter le départ d'Édouard IV et lui propose notamment le versement d'importantes pensions aux nobles anglais éminents. Cet accord est formalisé par le traité de Picquigny, qui impose le retrait des troupes anglaises en l'échange de 75 000 couronnes et des paiements additionnels annuels.